# Michelle Pfeiffer
Michelle Marie Pfeiffer (Santa Ana (Californië), 29 april 1958) is een Amerikaanse actrice. Ze werd zowel in 1989 (voor Dangerous Liaisons), 1990 (voor The Fabulous Baker Boys) als 1993 (voor Love Field) genomineerd voor een Academy Award. Meer dan twintig acteerprijzen werden haar daadwerkelijk toegekend, waaronder een BAFTA Award (voor Dangerous Liaisons), een Zilveren Beer (voor Love Field) en een Golden Globe (voor The Fabulous Baker Boys).
Op 6 augustus 2007 kreeg Pfeiffer een ster op de Hollywood Walk of Fame.

## Carrière
Pfeiffer kende haar grote doorbraak in Hollywood met de musicalfilm Grease 2 (1982), het vervolg op de succesfilm uit 1978. Pfeiffer werd opgemerkt door de grote studio's, die haar inzetten als drugsverslaafde vrouw van Al Pacino in de cultfilm Scarface (1983).
Betere rollen en betere regisseurs volgden, en in de jaren 80 was Pfeiffer te zien in kwaliteitsvolle films als Ladyhawke met in de mannelijke hoofdrol Rutger Hauer (1985), The Witches of Eastwick (1987) en Married to the Mob (1988) van Jonathan Demme. Het was Demme die Stephen Frears aanraadde om Pfeiffer in te zetten als de goedgelovige Madame de Tourvel in diens film Dangerous Liaisons (1988). De rol bleek een schot in de roos want Pfeiffer won een BAFTA en werd genomineerd voor een Oscar.
In 1989 tekende de actrice voor de rol van zangeres Suzie Diamond in The Fabulous Baker Boys waarin ze speelde naast de broers Beau en Jeff Bridges. Een erotisch geladen scène, waarin Pfeiffer in een rode jurk liggend op een piano 'Makin' Whoopee' zingt, werd wereldberoemd en de actrice won meerdere filmprijzen waaronder een Golden Globe voor beste actrice. Op de Oscaruitreiking was ze favoriet om te winnen, maar het beeldje ging naar Jessica Tandy voor Driving Miss Daisy (1989).
Na rollen in The Russia House (1990) en Frankie and Johnny (1991) was ook 1992 een topjaar voor Pfeiffer. Ze scoorde goed aan de kassa met de rol van Catwoman in Batman Returns van Tim Burton en werd opnieuw genomineerd voor een Oscar voor haar vertolking van een moedige huisvrouw in de jaren 60 in Love Field. Voor die laatste film won ze ook de prijs voor beste actrice op het Filmfestival van Berlijn.
In 1993 speelde ze voor Martin Scorsese de rol van de vrijzinnige Gravin Olenska in het liefdesdrama The Age of Innocence. In hetzelfde jaar trouwde Pfeiffer en werd ze moeder, waardoor het aantal filmrollen afnam. Ze zorgde nog voor kassuccessen met Dangerous Minds (1995), What Lies Beneath (2000) en I Am Sam (2001), maar het grote succes bleef veelal uit.
In 2003 werd de actrice genomineerd voor een SAG-Award voor haar vertolking van een moeder die achter de tralies belandt na het plegen van een moord in White Oleander (2002).
In hetzelfde jaar besloot Pfeiffer tot een tussenstop van enkele jaren om zich te concentreren op de opvoeding van haar kinderen tot ze in 2007 terugkeerde met drie films in één jaar, te weten als de geniepige Velma Von Tussle in Hairspray, in Stardust als de 5000 jaar oude heks Lamia en in de romantische komedie I Could Never Be Your Woman.
Pfeiffer verscheen vervolgens in de in 2009 verschenen films Personal Effects en Chéri en in het in 2011 uitgekomen New Year's Eve. People Like Us en Dark Shadows kwamen uit in 2012. Voor de laatste film werkte ze opnieuw samen met Tim Burton, die haar haar rol als Catwoman bezorgde.
Pfeiffer trouwde in 1981 met acteur Peter Horton. Het huwelijk strandde in 1988. In 1993 hertrouwde ze met David E. Kelley en adopteerde een dochter. Een jaar later kregen ze een zoon. De actrice schermt haar privéleven af van de schijnwerpers. De keren dat ze op de rode loper verschijnt, zijn zeldzaam. 

## Trivia
- Was Miss Orange County.
- Heeft haar High School in drie jaar afgemaakt (in plaats van vier).
- Ze was te zien in Coolio's Gangsta's Paradise-videoclip.
- Was nr. 33 in Empire Magazine's 100 Sexiest Stars.
- Heeft de rol van Clarice Starling, in de film The Silence of the Lambs, geweigerd omdat ze het te 'eng' vond. De rol ging uiteindelijk naar Jodie Foster.
- Stond in 1990, 1991, 1992, 1993 en in 1996 in People Magazine's 50 Most Beautiful People In The World.
- Haar rol van Catwoman/Selina Kyle (Batman Returns) was nr. 3 in Empire's 69 Sexiest Movie Characters of All Time (2000).
- Heeft in een supermarkt en in een kledingwinkel gewerkt.
- Zingt zelf in Grease 2, The Fabulous Baker Boys, The Prince of Egypt en Hairspray.
- Studeerde acteren op The Beverly Hills Playhouse.
- Was gekozen als Best Geklede Vrouwelijke Filmster (1997).
- Sneed per ongeluk Al Pacino met een gebroken glas terwijl ze aan het auditeren was voor Scarface.
- Een van haar favoriete films is The Wizard of Oz.
- Ze is bevriend met Cher sinds de opnames van The Witches of Eastwick.